# Бертаньолли, Леонардо
Леонардо Бертаньолли (итал. Leonardo Bertagnolli; род. 8 января 1978, в Тренто, Италия) — итальянский профессиональный шоссейный велогонщик.
Профессионалом стал в 2002 году, подписав контракт с командой Saeco (2002—2004). Обратил на себя внимание в 2004 году, выиграв три гонки.
Являлся победителем этапов Вуэльты Испании (2005) и Джиро д’Италия (2009), победитель гонки Классика Сан-Себастьяна (2007).
В июне 2012 года объявил о своём уходе из спорта. Позднее за предполагаемое антидопинговое нарушение (по данным профиля крови биологического паспорта) был UCI отстранён на 2 года и 10 месяцев (до 24 ноября 2013 года), а также дисквалифицирован с 1 января 2003 по 18 мая 2011 года. Все его результаты в этот период были аннулированы.

## Достижения
2002
2-й Гран-при Триберг-им-Шварцвальда
2-й Giro del Medio Brenta

## Аннулированные результаты 2003—2011
2003
3-й Гран-при Триберг-им-Шварцвальда
2004
1-й Кубок Плаччи
1-й Кубок Уго Агостони
1-й Giro dell'Etna
2-й Гран-при Кьяссо
2005
1-й — Этап 2 Вуэльта Испании
3-й Тур Лимузена — Генеральная классификация
1-й — Этап 2
9-й Классика Сан-Себастьяна
2006
1-й Тур дю От-Вар
3-й Гран-при Кьяссо
6-й Тиррено — Адриатико — Генеральная классификация
1-й — Этап 6
10-й Тур Польши — Генеральная классификация
2007
1-й Классика Сан-Себастьяна
1-й Мемориал Чимурри
4-й Тур Германии — Генеральная классификация
2008
1-й Intaka Tech Worlds View Challenge
1-й Гран-при города Камайоре
1-й Трофей Мелинды
1-й — Этап 3 Тур Германии
2-й Три варезенские долины
2-й Кубок Уго Агостони
2009
1-й — Этап 15 Джиро д’Италия
2-й Джиро дель Аппеннино — Генеральная классификация
2-й Гран-при города Камайоре
2-й Кубок Сабатини
3-й Brixia Tour — Генеральная классификация
1-й — Этап 2
2010
1-й — Этап 3 Тур Австрии
2-й Трофей Маттеотти
2-й Джиро дель Пьемонте
3-й Кубок Сабатини

### Гранд-туры
| Гранд-тур       | 2002 | 2003 | 2004 | 2005 | 2006 | 2007 | 2008 | 2009 | 2010 | 2011 |
| --------------- | ---- | ---- | ---- | ---- | ---- | ---- | ---- | ---- | ---- | ---- |
| Джиро д’Италия  | —    | 25   | 37   | НФ   | НФ   | —    | —    | 46   | НФ   | —    |
| Тур де Франс    | —    | НФ   | —    | —    | —    | —    | —    | —    | —    | НФ   |
| Вуэльта Испании | 106  | —    | —    | НФ   | —    | 22   | —    | —    | —    | —    |

| —  | Не участвовал  |
| НФ | Не финишировал |